# Ferdinando Albertolli

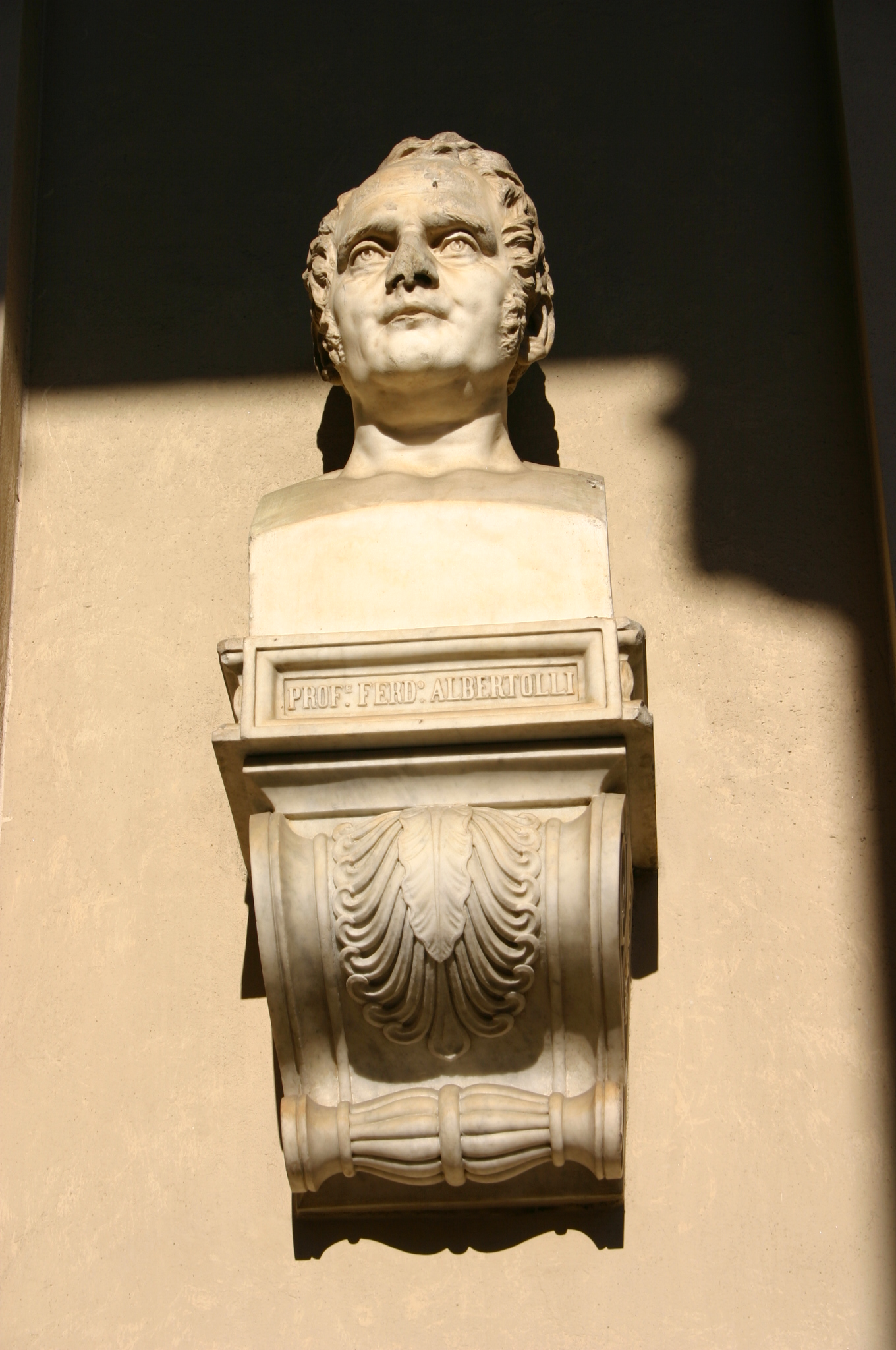
Busto a Ferdinando Albertolli nel Palazzo di Brera.

Ferdinando Albertolli (Bedano, 11 novembre 1781 – Milano, 24 aprile 1844) è stato un architetto italiano.

## Biografia
Si formò presso l'Accademia di Brera dal 1795 dove fu allievo dello zio Giocondo Albertolli. Nel 1804 fu nominato professore di architettura presso un liceo di Verona, cattedra che mantenne fino al 1807-08 quando passò all'accademia di Venezia.
Durante il periodo veronese si occupò, insieme a Luigi Trezza, Giuseppe Barbieri, Gaetano Pinali, Bartolomeo Giuliari e Luigi Negrelli, di elaborare un progetto per il ripristino dell'Arco dei Gavi e della riedificazione di piazza Cittadella. Nel 1807, presentò un progetto per la riduzione e trasformazione del liceo dove insegnava, ex convento dei Domenicani, e venne preferito a quello presentato da Giuseppe Barbieri e venne poi realizzato da Bartolomeo Giuliari.
Fu attivo anche a Roma e a Milano (dove progettò il palazzetto Taverna). Nel 1812 fece ritorno a Brera dove assunse la carica di professore di ornato e architettura, succedendo al suo maestro e zio. Occupò questa posizione fino al giorno della sua morte, avvenuta nel 1844.